# Orpund
Orpund (en francés Orpond) es una comuna suiza del cantón de Berna, situada en el distrito administrativo de Biel/Bienne. Tiene una población estimada, a mediados de 2020, de 3,049 habitantes.
Limita al noreste y este con la comuna de Safnern, al sureste con Scheuren, al sur con Schwadernau, al suroeste con Brügg, y al noroeste con Biel/Bienne.
Situada históricamente en el distrito de Nidau hasta su desaparición el 31 de diciembre de 2009.